# Сигма Андромеды
Сигма Андромеды (лат. σ Andromedae) — звезда в созвездии Андромеды. Видимая звёздная величина равна +4.5, звезда видна невооружённым глазом. Измерения параллакса дало оценку расстояния до звезды 135 световых лет. Видимый блеск звезды ослабляется на 0,08 вследствие межзвёздной экстинкции.
Звезду относят к спектральному классу A2 V, что соответствует спектру звезды главной последовательности. Возраст оценивается в 450 миллионов лет, объект быстро вращается, проекция скорости вращения равна 123 км/с. По данным интерферометрического измерения угловой диаметр звезды составляет 0,465 мсд, что при известном расстоянии соответствует радиусу 2,1 радиуса Солнца. Светимость составляет 26 светимостей Солнца, температура внешних слоёв атмосферы составляет 8929 K, при этом цвет звезды является бело-жёлтым.
В прошлом были замечены вариации лучевой скорости, но подтверждение не было получено. У звезды нет значительной переменности фотометрических свойств, она используется как стандарт в системе UBV. По данным наблюдений на телескопе Spitzer был обнаружен остаточный диск.
Сигма Андромеды является вероятным представителем потока звёзд, ассоциируемого с движущейся группой звёзд Большой Медведицы. Это группа звёзд, обладающих похожими параметрами движения и, возможно, общим происхождением.

## Название
В китайском языке 天廄 (Tiān Jiù) относится к астеризму, состоящему из звёзд Сигма Андромеды, Тета Андромеды и Ро Андромеды. Сигма Андромеды носит название 天廄三 (Tiān Jiù sān).